# Matthias Schiess
Matthias Schiess (* 23. Mai 1749 in Bühler; † 30. März 1819 in Herisau; heimatberechtigt in Herisau) war ein Schweizer Ratschreiber, langjähriges Mitglied des Kleinen Rats und Tagsatzungsgesandter aus dem Kanton Appenzell Ausserrhoden.

## Leben
Matthias Schiess war ein Sohn von Johannes Schiess, Pfarrer, und Barbara Bruderer. Er besuchte Schulen in Aarau. Zeitweise unterrichtete er als Mathematiklehrer in Herisau. Von 1776 bis 1996 versah er das Amt des Ausserrhoder Ratschreibers. Ab 1779 bis 1786 war er Ratsherr von Herisau. Im Jahr 1784 heiratete er Elisabeth Mittelholzer, Tochter von Johannes Mittelholzer und Witwe von Johann Martin Schirmer. Er amtierte von 1786 bis 1795 als Landesfähnrich und von 1795 bis 1796 als Landeshauptmann. In den Jahren 1796 bis 1797 und 1803 bis 1819 hatte er das Amt des Landesstatthalters inne. Von 1796 bis 1797 sowie von 1802 bis 1816 war er Tagsatzungsgesandter. Als Statthalter sass er 1799 in der Interimsregierung. 1795 war er Eidgenössischer Rat im Baselschen Kriegs- und Staatsrat. Auf Druck der franzosenfreundlichen Partei Ausserrhodens musste Schiess 1797 seine Ämter niederlegen. Er übersiedelte aus Sicherheitsgründen vorübergehend von Herisau nach Heiden. Als Gegner der helvetischen Regierung lehnte er 1801 eine Wahl zum Unterstatthalter ab.